# Kiryl Maskevitj
Kiryl Andrejevitj Maskevitj (belarusiska: Кірыл Андрэевіч Маскевіч), född 6 mars 1998, är en belarusisk brottare som tävlar i grekisk-romersk stil.

## Karriär
Vid EM 2025 i Bratislava tog Maskevitj brons i 97 kg-klassen efter att ha besegrat nederländske Tyrone Sterkenburg i bronsmatchen.